# William Chillingworth
William Chillingworth, né le 12 octobre 1602 à Oxford et mort en janvier 1644 à Chichester, est un homme d'église controversiste anglais.

## Débuts
Il est né à Oxford, où son père a été maire ; William Laud était son parrain. En juin 1618, il devint boursier du Trinity College d'Oxford, dont il fut nommé membre en juin 1628. Il a acquis une réputation d'habile débatteur, excellait en mathématiques et s'est également fait connaître comme poète. Il s'est associé à Sir Lucius Cary, John Hales et Gilbert Sheldon[réf. nécessaire].
Intéressé par les controverses religieuses et pas encore par les ordres, Chillingworth affronte le jésuite John Percy (alias "John Fisher"). Percy réussit à convertir Chillingworth, et le persuada d'aller au collège des Jésuites à Douai, en 1630. Là, il écrivit un récit des raisons pour lesquelles il avait quitté le protestantisme, mais resta en contact avec Laud. En 1631, cependant, il repensa et quitta Douai. Il n'est pas immédiatement revenu aux positions orthodoxes de l'Église d'Angleterre, mais a été entraîné dans une controverse avec des catholiques, dont John Floyd (en), et dans une dispute avec Thomas White devant Lord Digby et Sir Kenelm Digby[réf. nécessaire].

## Théologie
Il a été fortement influencé par le pyrrhonisme, et dit « s'être délecté de Sextus Empiricus ». Sa théologie était une sorte de probabilisme fondé sur un pyrrhonisme ultime.
Sa sensibilité théologique apparaît dans son refus d'une promotion qui lui est offerte en 1635 par Sir Thomas Coventry. Il était en difficulté pour souscrire aux Trente-neuf articles. Comme il l'a informé Gilbert Sheldon, alors directeur du All Souls College d'Oxford, dans une lettre, il était pleinement résolu sur deux points : dire que le quatrième commandement est une loi de Dieu appartenant aux chrétiens est faux et illégal, et que les clauses damnatoires du Symbole d'Athanase sont fausses, présomptueuses et schismatiques. Souscrire, donc, selon lui, serait « souscrire sa propre damnation ». Chillingworth a également adopté les vues arminiennes.

## La Religion Protestante
Cette œuvre fut une intervention dans une autre controverse, entreprise pour la défense de Christopher Potter (en), prévôt du Queen's College d'Oxford, contre le jésuite Edward Knott. Potter avait répondu en 1633 à Charity Mistaken d'Edward Knott(1630), et Knott a riposté avec Mercy and Truth, auquel Chillingworth a tenté de répondre. Knott sortit une brochure préventive tendant à montrer que Chillingworth était un socinien. Chillingworth a écrit La Religion Protestante lors de son séjour à Great Tew, propriété de Lucius Cary, 2e vicomte Falkland. Laud, aujourd'hui archevêque de Cantorbéry, s'inquiétait de la réponse de Chillingworth à Knott et, à sa demande, elle fut examinée par Richard Baily, John Prideaux et Samuel Fell, et publiée avec leur approbation en 1637, sous le titre The Religion of Protestants a Safe Way to Salvation. On traduit cette œuvre en français comme « La Religion Protestante ».
L'argument principal est une justification de la seule autorité de la Bible en matière spirituelle et du libre droit de la conscience individuelle de l'interpréter. Dans la préface, Chillingworth exprime sa nouvelle vision de l'abonnement aux articles. «Pour l'Église d'Angleterre», dit-il, «je suis persuadé que la doctrine constante de celle-ci est si pure et si orthodoxe, que quiconque y croit et vit selon elle, indubitablement, il sera sauvé, et qu'il n'y a aucune erreur en elle qui puisse obliger ou justifier qu'un homme trouble la paix ou renonce à la communion de celle-ci. Ceci, à mon avis, est tout prévu par abonnement ».

## Fin de vie et mort
L'année suivante (1638), il est promu chancelier de l'église de Sarum, auquel est annexée la prébende de Brixworth. Au cours de la première guerre civile anglaise, il écrit une critique des Écossais et est dans l'armée du roi lors du siège de Gloucester, suggérant un testudo pour attaquer la ville. Peu de temps après, il accompagne Ralph Hopton, général des troupes du roi dans l'ouest, dans sa marche ; et, étant tombé malade au château d'Arundel, il est capturé par les forces parlementaires sous Sir William Waller. Ne pouvant se rendre à Londres avec la garnison, il est transporté à Chichester, où il meurt. Ses derniers jours sont harcelés par les diatribes du prédicateur puritain, Francis Cheynell. Gerald Aylmer pensait que le sujet était « remarquablement inefficace » en tant que porte-parole anti-puritain et qu'il est mort « pratiquement un martyr » pour l'église établie.

## Œuvre
Outre son œuvre principale, Chillingworth a écrit un certain nombre de petits articles anti-jésuites publiés dans les discours posthumes supplémentaires (1687), et neuf de ses sermons ont été conservés. C'était un royaliste zélé, affirmant que même la violence injuste et tyrannique des princes ne peut être résistée, bien qu'elle puisse être évitée en termes d'instruction, « quand ils vous persécutent dans une ville, fuyez dans une autre ».
Ses écrits jouissaient d'une grande popularité, en particulier vers la fin du XVIIe siècle, après la parution d'une édition populaire et condensée de La Religion Protestante en 1687, éditée par John Patrick. La Religion Protestante est vivement discutée et a été saluée par John Locke. L'accusation de socinianisme était fréquemment portée contre Chillingworth, mais, comme le pensait John Tillotson, « pour aucune autre cause que ses tentatives louables et réussies pour rendre la religion chrétienne raisonnable ». L'essentiel de son argumentation tient en une seule phrase: 
« Je suis pleinement assuré que Dieu n'exige pas, et par conséquent que les hommes ne devraient pas, exiger plus d'un homme que cela, de croire que l'Écriture est la parole de Dieu, et de s'efforcer d'en trouver le vrai sens, et de vivre selon elle. »
Il contourne ainsi le débat sur les articles fondamentaux, pomme de discorde entre les approches catholique et protestante.